# Ronny De Witte

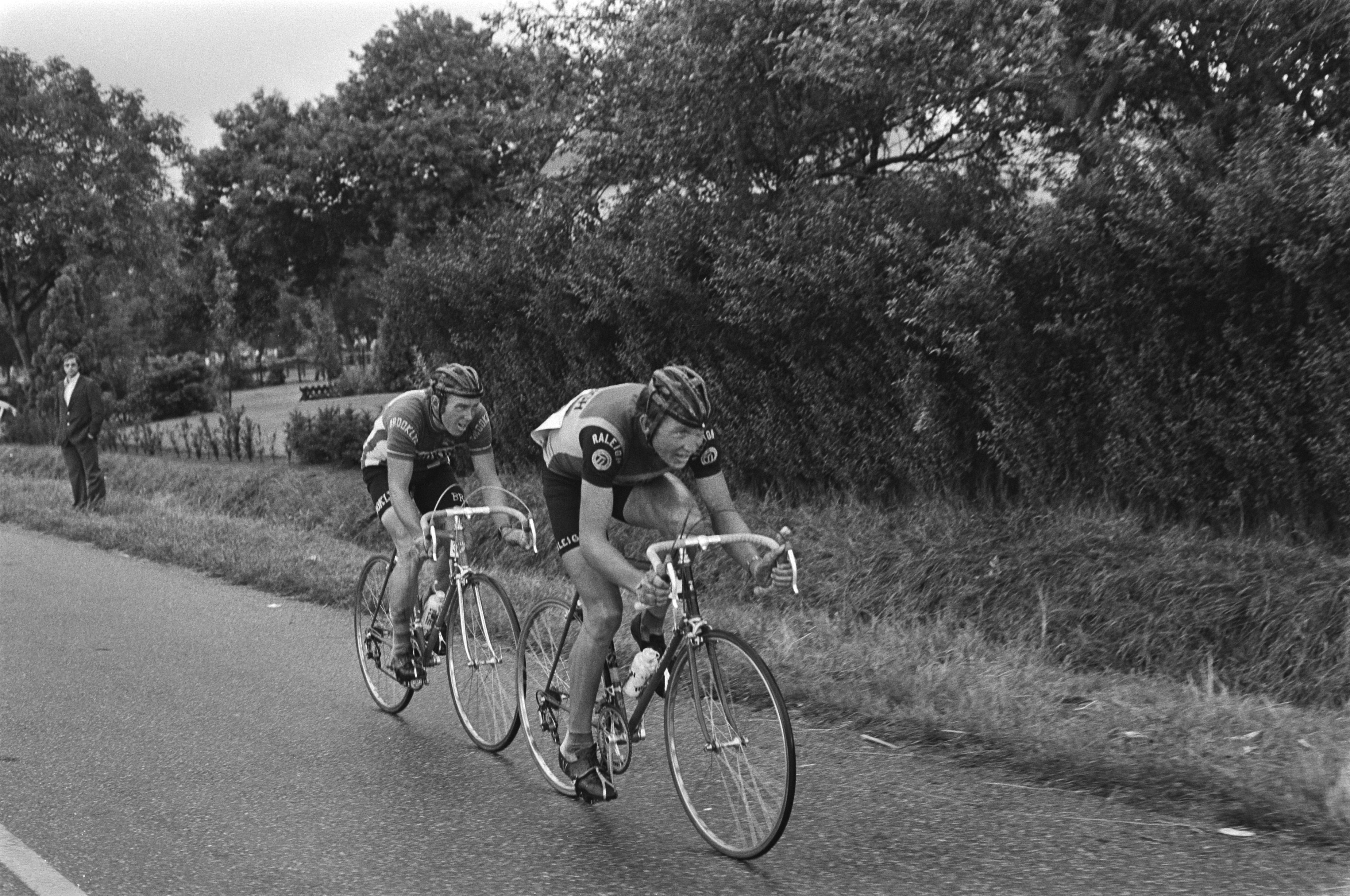
Aad van den Hoek vor Ronald de Witte

Ronald „Ronny“ De Witte (* 21. Oktober 1946 in Wilrijk) ist ein ehemaliger belgischer Radrennfahrer und Teammanager. Er war von 1968 bis 1982 als Profi aktiv.

## Sportliche Laufbahn
De Witte wurde 1968 Profi beim Team Dr. Mann-Grundig. Neben seinen Siegen konnte De Witte einige gute Platzierungen zum Beispiel Platz 2 bei der Meisterschaft von Zürich 1977, bei Rund um Henninger Turm Plätze 5 (1973 und 1977) und Platz 8 (1975) sowie die Plätze 6 beim Giro d’Italia 1977 und 1978. Anscheinend beendete De Witte nach der Tour de France 1982 seine aktive Laufbahn als Fahrer und wechselte als Teammanager zum Team Europ Decor.

## Erfolge
1969
- GP Fourmies
- Mannschaftszeitfahren Belgien-Rundfahrt

1971
- eine Etappe Paris-Nizza

1972
- Omloop van West-Brabant

1974
- eine Etappe Tour de France
- Mannschaftszeitfahren Luxemburg-Rundfahrt

1975
- eine Etappe Tour de France
- Scheldeprijs Vlaanderen
- Grote Prijs Marcel Kint

1976
- eine Etappe Giro d’Italia
- Paris-Tours
- eine Etappe Giro di Sardegna
- eine Etappe Katalonien-Rundfahrt

1977
- eine Etappe Belgien-Rundfahrt

1979
- eine Etappe Tour de Romandie

## Wichtige Platzierungen
| Grand Tour            | 1968 | 1969 | 1970 | 1971 | 1972 | 1973 | 1974 | 1975 | 1976 | 1977 | 1978 | 1979 | 1980 | 1981 | 1982 |
| --------------------- | ---- | ---- | ---- | ---- | ---- | ---- | ---- | ---- | ---- | ---- | ---- | ---- | ---- | ---- | ---- |
| Vuelta a EspañaVuelta | –    | –    | –    | 29   | –    | –    | –    | –    | –    | –    | –    | –    | –    | –    | –    |
| Giro d’ItaliaGiro     | –    | –    | –    | –    | –    | –    | –    | –    | DNF  | 6    | 6    | 17   | 21   | –    | –    |
| Tour de FranceTour    | –    | DNF  | 43   | –    | 31   | 24   | 25   | 37   | 18   | –    | –    | –    | –    | 62   | 63   |

| Monument                 | 1968 | 1969 | 1970 | 1971 | 1972 | 1973 | 1974 | 1975 | 1976 | 1977 | 1978 | 1979 | 1980 | 1981 | 1982 |
| ------------------------ | ---- | ---- | ---- | ---- | ---- | ---- | ---- | ---- | ---- | ---- | ---- | ---- | ---- | ---- | ---- |
| Mailand–Sanremo          | –    | –    | –    | 43   | –    | –    | 26   | –    | –    | –    | 94   | 73   | –    | 63   | –    |
| Flandern-Rundfahrt       | –    | –    | 30   | 29   | 16   | 11   | 17   | –    | 18   | –    | 26   | –    | –    | –    | –    |
| Paris–Roubaix            | –    | –    | –    | –    | –    | –    | –    | 13   | 14   | 4    | –    | –    | –    | –    | –    |
| Lüttich–Bastogne–Lüttich | –    | 17   | –    | 15   | –    | –    | –    | –    | –    | 9    | –    | –    | –    | –    | –    |
| Lombardei-Rundfahrt      | –    | –    | –    | –    | –    | –    | –    | –    | 15   | 4    | –    | 5    | –    | –    | –    |